# Лазарев, Василий Никифорович
Василий Никифорович Лазарев (21 апреля 1893, Казань, Казанская губерния, Российская империя — 1966) — советский партийный и государственный деятель, первый заместитель председателя Совета народных комиссаров Казахской ССР (1937—1938).

## Биография
Член РСДРП(б) с 1917. 

### Образование
В 1929 окончил Курсы марксизма-ленинизма при ЦК ВКП(б).

### Трудовая деятельность
- 1910—1914 гг. — электромонтёр, телефонист Казанского порохового завода,
- 1914—1918 гг. — в русской армии,
- 1918—1919 гг. — в РККА,
- 1919—1920 гг. — заместитель председателя фабрично-заводского комитета Казанского порохового завода,
- 1920—1921 гг. — ответственный секретарь объединённого Слободского районного комитета РКП(б) (Казань),
- 1921—1924 гг. — ответственный секретарь Бугульминского кантонного комитета РКП(б) (Татарская АССР),
- 1924 г. — ответственный секретарь Елабужского кантонного комитета РКП(б) (Татарская АССР)
- 1924—1925 гг. — заместитель председателя СНК Татарской АССР,
- 1924—1925 гг. — председатель Казанского городского Совета,
- 1925—1927 гг. — заведующий организационным отделом Татарского областного комитета РКП(б) — ВКП(б),
- 1929—1931 гг. — заведующий сельскохозяйственным сектором распределительного отдела — отдела административно-хозяйственных и профсоюзных кадров ЦК ВКП(б),
- 1931—1933 гг. — секретарь Средне-Волжского краевого комитета ВКП(б),
- 1933—1936 гг. — первый секретарь Южно-Казахстанского областного комитета ВКП(б),
- 1936—1937 гг. — заведующий промышленно-транспортным отделом Казакского краевого комитета ВКП(б),
- 1937 г. — заведующий промышленно-транспортным отделом ЦК КП(б) Казахстана,
- 1937—1938 гг. — первый заместитель председателя СНК Казахской ССР.

Кандидат в члены Бюро ЦК КП(б) Казахстана (1937—1938).
В сентябре 1938 г. был арестован, в октябре 1940 г. был осуждён к восьми годам лишения свободы. В 1949 г. осуждён к ссылке. Впоследствии был освобожден.